# Trine Qvist
Trine Qvist (ur. 8 czerwca 1966) – duńska curlerka, srebrna medalistka Zimowych Igrzysk Olimpijskich 1998.
Qvist swoją karierę rozpoczęła w 1987 w Szwecji, gdzie przez długi czas mieszkała. W latach 1987–1989 występowała w barwach Malmö Curlingklubb, później od 1990 do 1996 grała jako zawodniczka Jönköping Curlingklubb. Odnosiła sukcesy na arenie krajowej, zdobyła brązowy medal Mistrzostw Szwecji 1991. W 1993 zdobyła tytuł mistrzowski w rywalizacji mikstów, grała na trzeciej pozycji w ekipie Mikaela Karlssona. 
W 1997 przeprowadziła się do Danii. Początkowo grała w Rungsted Curling Klub, jednak jeszcze w tym samym roku zmieniła przynależność do Hvidovre Curling Club. Qvist dołączyła jako piąta zawodniczka zespołu Heleny Blach Lavrsen, ekipa wygrała Mistrzostwa Danii 1997. Rezerwową na Mistrzostwa Europy 1997 została jednak Lene Bidstrup. Dunki zdobyły wówczas srebrne medale.
Trine została powołana na Zimowe Igrzyska Olimpijskie 1998. Podczas turnieju w Nagano zagrywała dwa pierwsze kamienie. Dunki w fazie grupowej z pięcioma wygranymi meczami zajęły trzecie miejsce, w finale pokonały 7:5 Szwedki (Elisabet Gustafson). W meczu o pierwsze kobiece mistrzostwo olimpijskie zawodniczki z Hvidovre wynikiem 5:7 uległy Kanadyjkom (Sandra Schmirler). Ponad miesiąc później odbyły się MŚ, Dunki również tam zajęły 2. pozycję. W finale 3:7 zrewanżowała im się szwedzka drużyna Elisabet Gustafson. Pod koniec roku Trine Qvist jako druga wystąpiła w mistrzostwach Europy. Uplasowała się tam na najniższym stopniu podium, w małym finale reprezentantki Danii wygrały nad Szwajcarkami (Nadja Heuer).
Obecnie Qvist jest zawodniczką Gentofte Curling Club. W latach 2011 i 2012 triumfowała w mistrzostwach Danii mikstów, co dało jej możliwość uczestniczenia w mistrzostwach Europy. Podczas Mistrzostw Europy Mikstów 2011 Duńczycy walczyli o brązowy medal, w ostatnim spotkaniu przegrali 6:7 z Czechami (Krystof Chaloupek). Rok później w innym ustawieniu drużyna zakończyła rywalizację na 15. miejscu. Trine wraz z Mikaelem Qvistem uczestniczy w rozgrywkach par mieszanych.

## Drużyna
|          | Czwarta              | Trzecia        | Druga       | Otwierająca     |
| -------- | -------------------- | -------------- | ----------- | --------------- |
| ME 1998  | Helena Blach Lavrsen | Dorthe Holm    | Trine Qvist | Lisa Richardson |
| ZIO 1998 | Helena Blach Lavrsen | Margit Pörtner | Dorthe Holm | Trine Qvist     |

### Mikst
|           | Czwarty/-a      | Trzeci/-a            | Drugi/-a                | Otwierający/-a     |
| --------- | --------------- | -------------------- | ----------------------- | ------------------ |
| 2012/2013 | Mikael Qvist    | Trine Qvist          | Are Solberg             | Kirsten Jensen     |
| 2011/2012 | Mikael Qvist    | Mona Sylvest Nielsen | Niels Siggaard Andersen | Trine Qvist        |
| 1992/1993 | Mikael Karlsson | Trine Qvist          | Bo Mattsson             | Elisabeth Mattsson |